# Grammoechus seriatus
Grammoechus seriatus là một loài bọ cánh cứng trong họ Cerambycidae.